# Bierfest
Bierfest ist eine Filmkomödie aus dem Jahr 2006, erschaffen von der Comedy-Truppe Broken Lizard (Super Troopers, Club Mad). Zur Darstellerriege dieses Filmes gesellen sich zudem einige international bekannte Schauspieler wie Jürgen Prochnow oder Donald Sutherland.

## Handlung
Die beiden amerikanischen Brüder Jan und Todd Wolfhouse sollen nach dem Tod ihres deutschen Großvaters nach München fliegen, um die Urne mit dessen Asche dort zu bestatten. Der letzte Wunsch des Großvaters war es nämlich, seine letzte Ruhe in seiner Heimatstadt, auf dem weltberühmten Oktoberfest, zu finden.
Statt das Oktoberfest zu genießen, lösen die Brüder aber eine Schlägerei im Bierzelt aus und müssen fliehen. Durch eine Kontaktperson, die ihnen helfen soll, die Urne mit den sterblichen Überresten des Großvaters an ihren Bestimmungsort zu bringen, geraten die Brüder in die Versammlung eines jahrhundertealten Geheimbundes, der alljährlich das Bierfest veranstaltet. Teilnehmer verschiedener Nationen treten hierbei in diversen Trinkspielen gegeneinander an. Eine amerikanische Mannschaft fehlt allerdings, denn die wenig trinkfesten Amerikaner wurden nie zum Bierfest eingeladen.
Nachdem die Gebrüder Wolfhouse den Sieg der deutschen Mannschaft (der amtierenden Meister) über die Iren im Stiefeltrinken beobachten, lernen sie den Veranstalter des Bierfests und Brauereibesitzer Baron Wolfgang von Wolfhausen kennen. Es handelt sich um den Halbbruder ihres Großvaters. Von ihren deutschen Verwandten werden die beiden Amerikaner jedoch alles andere als herzlich begrüßt. Sie erfahren, dass ihr Großvater Johann vor Jahrzehnten die Formel des „besten Bieres der ganzen Welt“ gestohlen und in die USA gebracht hat. Den Anschuldigungen zum Trotz und um ihre Ehre wiederherzustellen, beschließen Jan und Todd gegen die Deutschen anzutreten. Sie werden gnadenlos unter den Tisch getrunken und aufs Äußerste gedemütigt. Geknickt reisen sie zurück in die USA, wo sie dann aber rasch den Entschluss fassen, eine amerikanische Mannschaft aufzustellen, um dann im nächsten Jahr erneut beim Bierfest anzutreten, um es den Deutschen heimzuzahlen.
Bei der Suche nach geeigneten Mannschaftsmitgliedern rekrutieren sie Freunde aus der College-Zeit. Phil Krundle, ein sehr korpulenter ehemaliger Brauer, der große Mengen an Nahrung und Bier konsumieren kann. Steve Finklestein, ein jüdischer Wissenschaftler, ist zwar weniger ein begnadeter Trinker, aber besitzt theoretisches Bierwissen. Finklestein hat zunächst wenig Interesse, aber als er erfährt, dass es sich bei den zu schlagenden Gegnern um „große, blonde, deutsche Herrenmenschen“ handelt, ist er überzeugt. Zuletzt wird Barry Badrinath aufgrund seiner Begabung für Trinkspiele angeworben. Seine Teilnahme führt zu gewissen Spannungen, da er mit Todds jetziger Frau zu College-Zeiten eine Affäre hatte.
Die nächsten Monate verbringt das Team mit Training, wobei Jobs verloren und Beziehungen in die Brüche gehen. Durch Zufall stoßen die Wolfhouse-Brüder auf das gestohlene Bierrezept. Jan und Todd brauen das legendäre Bier, wodurch auch das Geschäft ihres deutschen Gasthauses floriert. Um die Deutschen zu provozieren, schicken sie Baron von Wolfhausen eine Flasche des Bieres. Dieser reist daraufhin mit dem gesamten deutschen Team in die USA um die Formel zurückzukaufen, was die Brüder jedoch ablehnen.
Daraufhin beauftragt Baron von Wolfhausen eine Spionin, die die Formel kopiert und Phil Krundle in einem Bierbottich ertränkt, als dieser sie aufhalten will. Die Mannschaft trauert und erwägt, das Vorhaben zu beenden, bis Jan und Todds Großmutter ihnen über den Familienstammbaum erzählt und dabei erwähnt, dass die beiden Brüder die eigentlichen Erben der Brauerei in Deutschland hätten sein müssen. Als auch noch Gil Krundle, der Zwillingsbruder von Phil, den Platz seines toten Bruders einnimmt, scheinen die Vier wieder vereint.
Zum Bierfest verschaffen sich die Amerikaner mit viel Glück Zutritt. Erwartungsgemäß kommen das deutsche und das amerikanische Team ins Finale. Die Deutschen entscheiden das Finale aber – wegen eines fiesen Tricks – für sich. Daraufhin erwähnen die Amerikaner, dass es sich bei dem gestohlenen Rezept nicht um die richtige Rezeptur handelt, sondern um eine neu kreierte Geschmacksorte und schlagen ein Stiefeltrinken vor, mit dem Einsatz der echten Rezeptur (auf Amerikanerseite) und der Brauerei (auf deutscher Seite). Das deutsche Team willigt ein.
Diesen Wettkampf können die Amerikaner letztendlich mit knappem Vorsprung für sich entscheiden. Das deutsche Team wird ausgebuht und der Baron von Wolfhausen übergibt ihnen als fairer Verlierer den Schlüssel zur Brauerei. Am Ende des Filmes sitzt das amerikanische Team in Amsterdam, um den Sieg zu feiern. Dort werden sie dann von Willie Nelson aufgefordert, an einem Kifferturnier teilzunehmen. Es folgt also das Potfest.

## Entfernte Szene in der deutschen Fassung
Für die deutsche Fassung wurde eine kurze Sequenz entfernt. Als in der letzten Szene die Amerikaner erneut gegen die Deutschen antreten, wird der Jude Finklestein vom Deutschen Otto verspottet, er sehe aus, als hätte er Schamhaare auf dem Kopf. Anschließend wirft er dessen Kippa zu Boden. Im Zorn verwandeln sich die Pupillen von Finklestein in einen gelben Davidstern.

## Wissenswertes
- Die Produktionskosten des Filmes betrugen 17,5 Millionen US-Dollar; weltweit wurden 20.387.597 US-Dollar eingespielt.[3]
- Zu Beginn des Filmes wird ein Hinweis eingeblendet, dass der im Film dargestellte Alkoholkonsum tödlich sein könne.
- Der Film wurde von großen Brauereien unterstützt, die im Film erwähnt werden (Spaten-Franziskaner-Bräu, Radeberger, Beck’s und Guinness).
- Inspiriert wurden Broken Lizard von den Trinkspielen aus ihrer College-Zeit.
- Die Stereotype der Nationen sind völlig überzeichnet. Die Deutschen sind große Lederhosenträger, die Briten sprechen Cockney, die Iren tragen grün, die Kanadier laufen in Eishockey-Trikots herum und das schwedische Team besteht aus attraktiven, großbusigen Blondinen.
- Es gibt mehrere Anspielungen auf den auch im englischsprachigen Raum sehr bekannten Film Das Boot mit Jürgen Prochnow (der in Bierfest Baron von Wolfhausen verkörpert). Die Deutschen sitzen in den USA in einem U-Boot, in fahlem rotem Licht und passenden Uniformen und beobachten die Lage.
- Zu Beginn des Filmes kann man Originalaufnahmen vom Münchner Oktoberfest sehen.
- Auf der Karte Europas, die zu Anfang des Films zu sehen ist, gehört Slowenien zu Österreich und es fehlt ein Teil von Schleswig-Holstein.

## Kritiken
Bierfest erreichte auf Rotten Tomatoes bei 107 Kritiken einen Anteil positiver Wertungen von 40 %. Der Konsens lautet: „Bierfest liefert einige Gags, die für Lacher sorgen, ist aber zu lang und das Tempo zu ungleichmäßig für eine einheitliche, funktionsfähige Komödie.“
Christoph Petersen meinte auf Filmstarts, dass Bierfest gerade für deutsche Zuschauer „nicht uninteressant“ sei, da man einerseits seine Selbstironie unter Beweis stellen könne und es andererseits „doch recht spannend“ sei zu sehen, „mit welchen Klischees und Stereotypen die eigene Nation im Humorrepertoire der restlichen Welt vertreten ist“. Die von Jürgen Prochnow und Ralf Moeller verkörperten Figuren des „fiesen Bierbaron[s]“ und des „Schluckmonster[s] Hansel“ seien dafür geeignete Beispiele. Zwar sei der Film mit 111 Minuten zu lang geraten, „seine gewissen Momente“ könne man ihm dennoch „nicht gänzlich absprechen“.
Das Lexikon des internationalen Films sprach von einer „niveaulose[n] Komödie, die mit den immer gleichen vorhersehbaren Schenkelklopfern und einer permanenten Alkoholorgie quälend“ ermüde.
Der Film wurde am 28. April 2023 in der Filmreihe Die schlechtesten Filme aller Zeiten von Oliver Kalkofe und Peter Rütten auf dem Sender Tele 5 ausgestrahlt.

## Auszeichnungen
| Auszeichnung                             | Kategorie       | Empfänger | Ergebnis |
| ---------------------------------------- | --------------- | --------- | -------- |
| Stinkers Bad Movie Awards 2006           |                 |           |          |
| Worst Supporting Actress                 | Cloris Leachman | Nominiert |          |
| Most Painfully Unfunny Comedy            |                 | Nominiert |          |
| Most Annoying Fake Accent: Female        | Cloris Leachman | Nominiert |          |
| Alliance of Women Film Journalists 2006  |                 |           |          |
| EDA Special Mention Award: Hall of Shame |                 | Gewonnen  |          |